# 洛伦佐·布冯
洛伦佐·布冯（義大利語：Lorenzo Buffon，1929年12月19日—），意大利男子足球运动员，场上位置是守门员。他曾代表意大利国家队参加1962年国际足联世界杯，结果获得第九名。
他和21世紀初期的另一位知名義大利門將、也是另一位國家隊隊長詹路易吉·布冯是遠房親戚（羅倫佐的祖父是詹路易吉的高祖父的親兄弟）。